# Zatocze
Zatocze [pronunciación en polaco: /zaˈtɔt͡ʂɛ/] (en alemán: Gräfenbrück) es un pueblo ubicado en el distrito administrativo de Gmina Nowogard, dentro del Condado de Goleniów, Voivodato de Pomerania Occidental, en el norte de Polonia occidental. Se encuentra aproximadamente a 14 kilómetros al norte de Nowogard, a 34 kilómetros al noreste de Goleniów, y a 55 kilómetros al noreste de la capital regional Szczecin.